# Darius Eneea Mârza
Darius Eneea Mârza (n. 5 octombrie 1985, Cluj-Napoca, România) este un antreprenor român de succes din Cluj-Napoca, administratorul complexului de lux Wonderland Resort, situat în comuna Feleacu de lângă Cluj-Napoca. Într-un articol publicat de Business Magazin, Darius Eneea Mârza este prezentat drept fondatorul unuia dintre cele mai importante locuri de cazare din România, cu o investiție de aproape 50 de milioane de euro în Wonderland Resort. Și-a început cariera antreprenorială în domeniul HoReCa la doar 18 ani. A organizat primul eveniment în anul 2004 și, de atunci, a coordonat și organizat peste 14.000 de evenimente de diferite dimensiuni (la fiecare dintre ele au participat de la câteva zeci, la peste 3.500 de persoane). Calitățile antreprenoriale deosebite și flerul înnăscut pe care îl manifestă în domeniul afacerilor au făcut ca, în întreg parcursul său profesional, să nu se confrunte cu niciun faliment la niciuna dintre companiile pe care le-a administrat și să își respecte în întregime obligațiile contractuale luate față de toți angajații și colaboratorii săi.
În anul 2008 a absolvit cursurile Facultății de Matematică și Informatică, secția Limba Engleză, a Universității Babeș Bolyai din Cluj-Napoca (UBB). A început să lucreze de la o vârstă foarte fragedă și și-a înființat prima firmă când era încă elev de liceu, în clasa a X-a. A fost printre primii care au intuit expansiunea fulminantă a tehnologiei informației și calculatoarelor, domeniu care, la acel moment, era o necunoscută pentru majoritatea oamenilor. Este căsătorit cu Maria Ioana din 2009 și au împreună patru copii. 

## Familie
S-a născut pe 5 octombrie 1985 la Cluj-Napoca, fiind singurul copil al familiei. Mama, Carmen Maria, a absolvit ca șef de promoție Facultatea de Ingineria Instalațiilor din cadrul Universității Tehnice Cluj-Napoca (UTCN). Este, în prezent, profesor la aceeași instituție de învățământ superior, unde ocupă și postul de director de departament. Carmen Maria Mârza este autor a numeroase cărți de profil (16 volume publicate, 5 reeditări, 2 volume litografiate, 11 contracte de cercetare, 114 lucrări publicate în țară și în străinătate), printre care: Geometrie descriptivă. Probleme (ed. Utpress, 2025) [printrecarti] , Case study regarding the conversion efficiency of small horizontal axis turbines, Improving the Energy Performance of a Household Using Solar Energy: A Case Study [ResearchGate] sau An Assessment of Pollution with Volatile Organic Compounds in the Electric Arc Furnaces. [ResearchGate]
Tatăl, Enea Magnoliu, de profesie inginer, este fost component al lotului olimpic de matematică al României. În prezent, activează în domeniul antreprenoriatului, ajutând la administrarea Wonderland Resort.
Simion Mârza, bunicul patern, este absolvent de trei facultăți, cu specializările: chimie, științe politice și economie. Timp de 30 de ani, a fost Director la NAPOCHIM. Simion Mârza este fost deținut politic. Nilda Mârza, bunica paternă, a fost profesoară de biologie.
Atât străbunicii paterni, cât și cei materni au fost notari și preoți greco-catolici. Cel mai îndepărtat străbunic cunoscut în arborele genealogic, Maxim, a fost tribun al lui Avram Iancu. El însuși afirmă că provine „dintr-o familie cu rădăcini adânci în Ardeal, cu bunici și străbunici implicați în viața culturală, religioasă și civică a comunității. Cei mai cunoscuți membri ai familiei sunt: Samoilă Mârza [Wikipedia] și Ovidiu Hulea. [Wikipedia]

## Educația
A absolvit cursurile Liceului de Informatică ”Tiberiu Popoviciu” din Cluj-Napoca în anul 2004, iar în anul 2008 a absolvit cursurile Facultății de Matematică și Informatică, secția Limba Engleză, a Universității Babeș Bolyai din Cluj-Napoca (UBB).
A dovedit abilități excepționale în domeniul științelor exacte (matematică și informatică) și o capacitate intelectuală peste medie. A participat la toate concursurile și olimpiadele de matematică și informatică organizate în județul Cluj, unde a obținut premii importante și s-a calificat la Olimpiada Națională de Informatică și Matematică. „Matematica mi-a dezvoltat disciplina și rigoarea. În copilărie, eram fascinat de logică și construcții. Scriam programe de mic.”  Darius Mârza a apărut în trei numere ale prestigioasei publicații ”Gazeta de matematică și Informatică”. În clasa a XII-a, a scris o carte de matematică și una de informatică, pe care însă nu le-a publicat, și a oferit meditații studenților de la facultățile cu profil informatic.
Încă din primii ani de școală primară a participat la numeroase activități extracurriculare, majoritatea desfășurate zilnic (baschet, tenis, fotbal, dansuri populare, dansuri moderne, polo, volei, atletism, scrimă, karate, schi, limba spaniolă, limba engleză, limba germană) și, permanent, la cursuri intensive de informatică și matematică.
- 2019 - Certificat Manager Turism
- 2015 - Certificat Manager Proiect
- 2004 - 2008 - Diplomă de Licență - Facultatea de Matematică și Informatică, secția limba Engleză, Universitatea Babeș Bolyai, Cluj-Napoca
- 2000 - 2004 - Ciclu primar și gimnazial - Liceul Teoretic "Nicolae Bălcescu" Cluj-Napoca

## Cariera Profesională
La vârsta de 18 ani, Darius Mârza a împrumutat de la nașul său bani pe care i-a investit în deschiderea primului său restaurant, în Cluj-Napoca, ”Talisman”.   Deși părinții nu au fost de acord întru totul cu acest demers de teama unui eșec financiar, el a lucrat cot la cot cu meseriașii care se ocupau de amenajare pentru a-și îndeplini visul.